# Ko Lan
Ko Lan (tiếng Thái: เกาะล้าน, phát âm [kɔ̀ʔ láːn]) là một trong những đảo phía Đông bờ biển của Thái Lan. Ko Lan trải dài 7.5 km từ bờ biển gần nhất, Pattaya. "Ko Lan" là tên của hòn đảo trong hệ thống tổng hợp phiên mã Hoàng gia Thái Lan. Nó còn được gọi là "Koh Larn" và "Ko Laan".

## Địa lí
Với khoảng 4 kilomet dài và 2 kilomet rộng bao lấy 3,411 rai, Ko Lan là đảo lớn nhất trong các "đảo gần" ở phía nam Pattaya, ở cuối phía đông nam của Vịnh Bangkok, và ở phía đông Vịnh Siam. Ko Lan về mặt hành chính thuộc về Amphoe Bang Lamung, Tỉnh Chonburi.
Nó là một hòn đảo đồi được bao phủ bởi rừng nhiệt đới thấp. Một ngôi đền Phật giáo nằm ở điểm cao nhất, 180 mét phía trên mực nước biển. Đảo có 2 ngôi làng nhỏ Ban Ko Lan và Ban Krok Makhan, nơi có chỗ ở và nhà hàng. Phà kết nối Ko Lan với đất liền.
Hầu hết 8 bãi biển của Ko Lan đều nằm ở phía tây của nó. Được khách viếng thăm nhiều nhất là Bãi biển Tawaen, nơi có một bến cảng nhỏ. Bãi biển có nhiều cửa hiệu và nhà hàng du lịch nhỏ. Các bãi biển khác là Bãi biển Tonglang, Bãi biển Tiên, Bãi biển Samae và Bãi biển Naon.
Ko Lan có 1,567 phòng khách sạn và khu nghỉ mát và hai bến tàu.

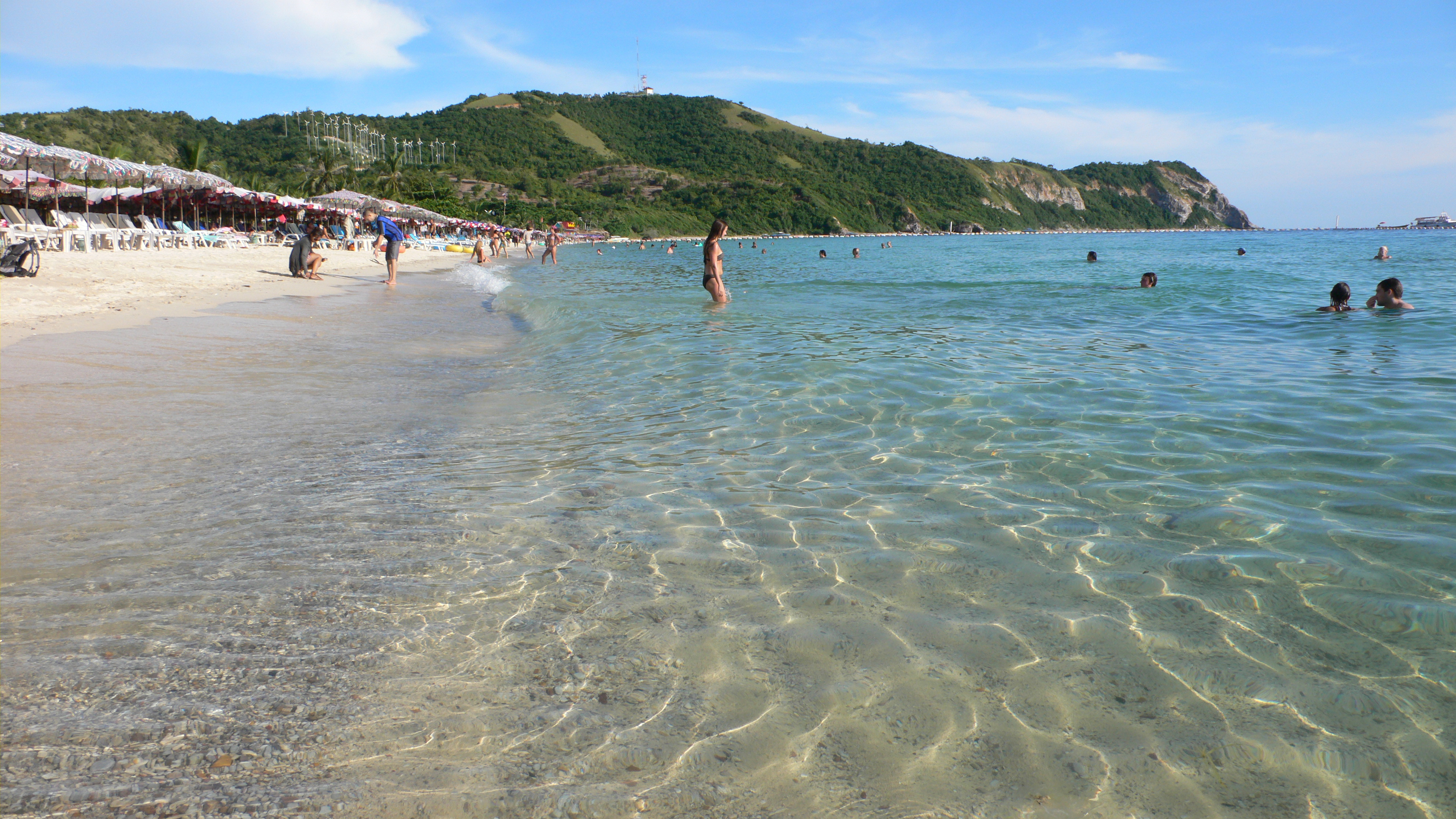
Lan Island
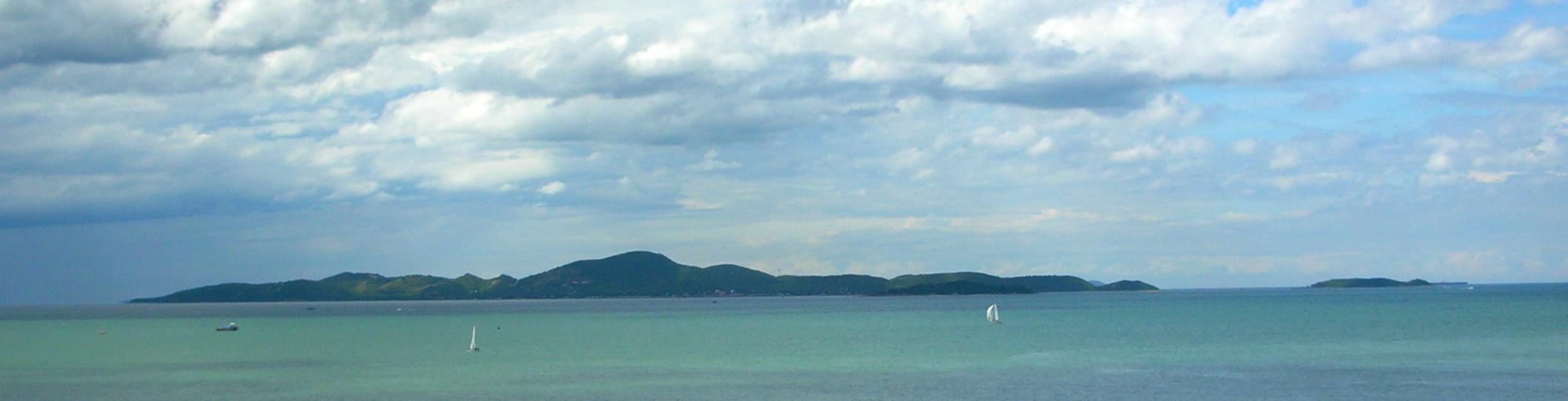
Ko Lan từ phía đông
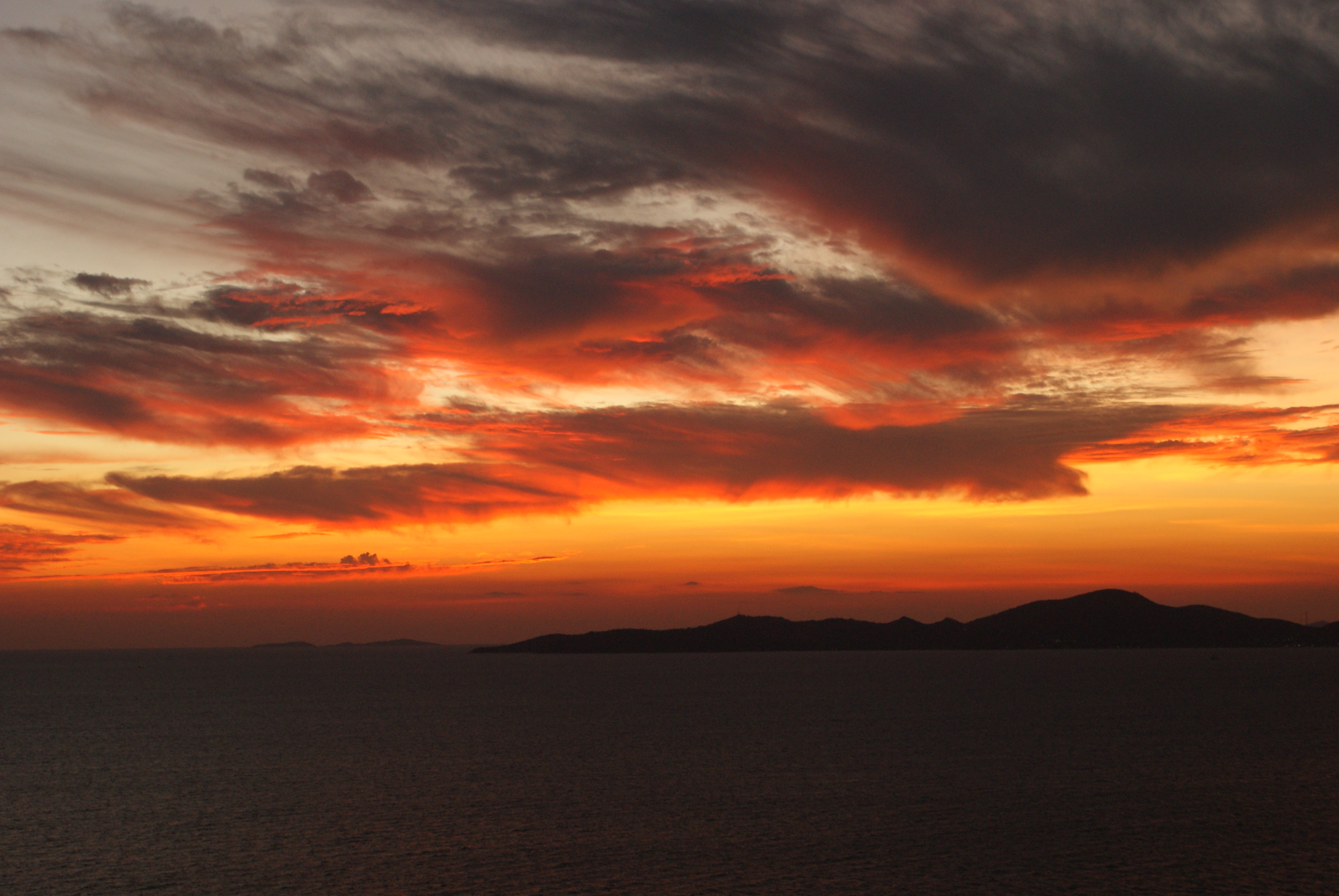
Hoàng hôn ở Ko Lan
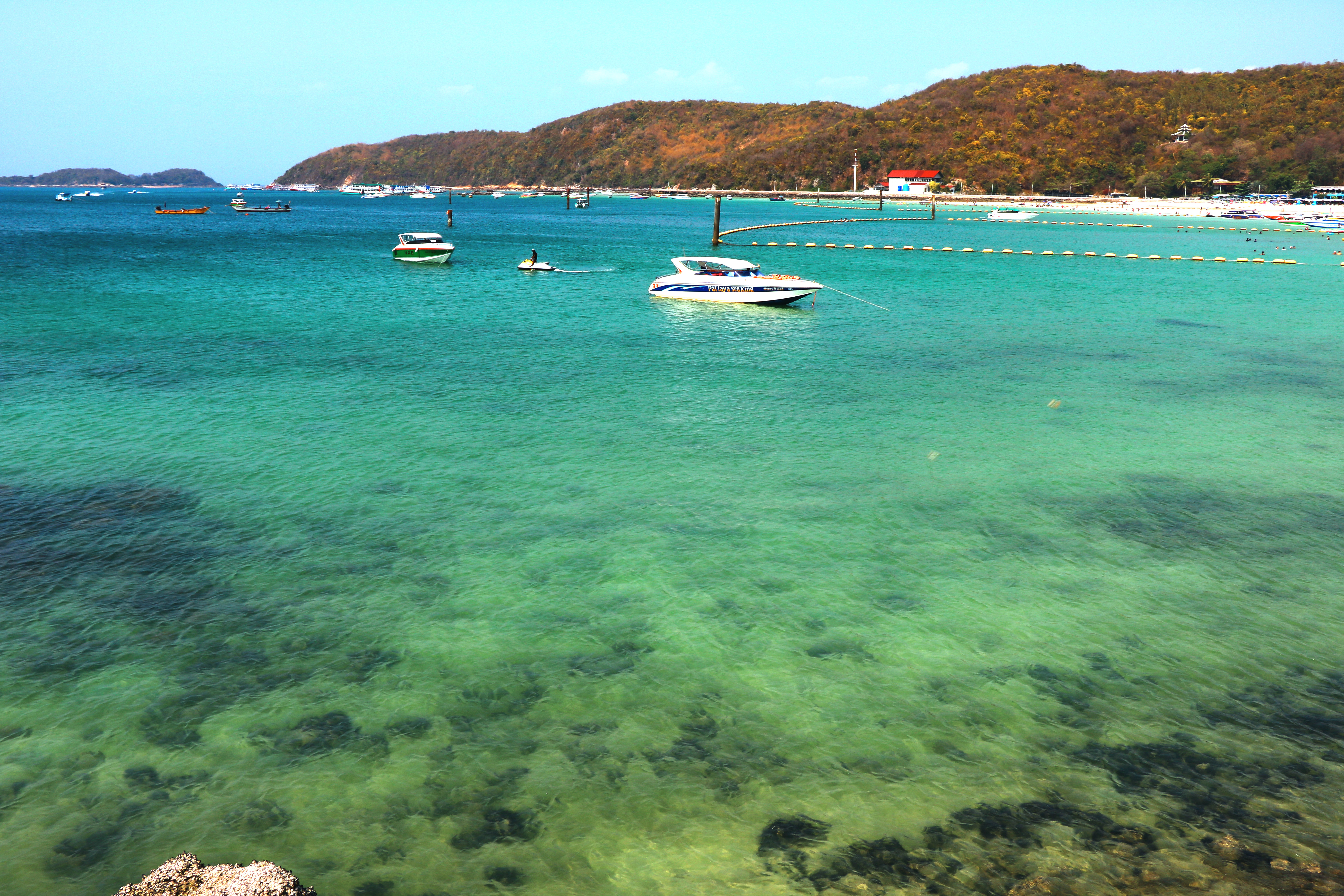
Bãi Tawaen

"Koh Larn Classic" là một sự kiện đua thuyền và chạy đua được tổ chức tại Royal Varuna Yacht Club gần đó ở Pattaya.

## Các đảo liền kề
Hai đảo nhỏ gần Ko Lan:
- Ko Sak (เกาะสาก), một hòn đảo hình chữ "c" hẹp với một vịnh nhỏ mở về phía bắc. Nó cách mũi phía Bắc của Ko Lan 0.6 km. Điểm cao nhất của nó là 33 m. Nó có một bãi biển hình móng ngựa ở phía bắc. Chỗ ở có sẵn.
- Ko Krok (เกาะครก), một tỉnh đảo nhỏ hơn 2 kilomet ở phía đông của bờ biển phía đông bắc của Ko Lan. Điểm cao nhất của nó là 41 m.

Ko Phai, đảo chính của Mu Ko Phai (หมู่เกาะไผ่), nhóm "đảo xa", cách Pattaya khoảng 14 km về phía Tây của Ko Lan.

## Tác động của du lịch đại chúng
Trong mùa thấp điểm, Ko Lan thu hút khoảng 3.000 du khách mỗi ngày. Vào mùa cao điểm, có tới 20.000 người ghé thăm hàng ngày. Họ tạo ra khoảng hai triệu baht trong thu nhập hàng ngày. Lượng khách đến thăm hàng ngày tối đa của nó là 6.410. Ngoài ra, có tới 8.000 người thường trú và công nhân trên đảo. Du khách và cư dân đảo thải ra khoảng 50 tấn chất thải rắn mỗi ngày, chủ yếu là rác thải từ thức ăn và chai nhựa, bọt và chai thủy tinh, nhưng chính quyền thành phố Pattaya chỉ có thể loại bỏ 20-25 tấn mỗi ngày. Thành phố Pattaya không có bãi rác riêng. Tất cả các chất thải của thành phố và của Ko Lan được vận chuyển đến một khu vực lân cận là Saraburi. 10 tấn rác còn lại trên Ko Lan đang tạo nên một bãi rác có kích thước 12 rai ở trung tâm của hòn đảo. Có hơn 50.000 tấn rác tích lũy trên đảo. Đã có kế hoạch xây dựng một nhà máy tái chế và phân tách rác vào năm 2016. Điều đó hiện không được thực hiện.